# Olimpiai bajnok tornászok listája
Az alábbi táblázatok a szertorna olimpiai bajnokait tartalmazzák.

## Férfiak

### Egyéni összetett és csapatverseny
| Év, helyszín        | Egyéni összetett      | Egyéni összetett | Csapat | Csapat           |
| 1900 Párizs         | Sylvian Sandras       | Franciaország    | |                  |
| 1904 St. Louis      | Anton Heida           | USA              | John Grieb, Anton Heida, Max Hess, Philip Kassel, Julius Lenhart, Ernst Reckeweg                                                              | USA              |
| 1908 London         | Alberto Braglia       | Olaszország      | Svédország (37 fős csapat) | Svédország       |
| 1912 Stockholm      | Alberto Braglia       | Olaszország      | Olaszország (18 fős csapat) | Olaszország      |
| 1920 Antwerpen      | Giorgio Zampori       | Olaszország      | Olaszország (25 fős csapat) | Olaszország      |
| 1924 Párizs         | Leon Stukelj          | Jugoszlávia      | Luigi Cambiaso, Mario Lertora, Vittorio Lucchetti, Luigi Maioccio, Ferdinando Mandrini, Francesco Martino, Giuseppe Paris, Giorgio Zampori    | Olaszország      |
| 1928 Amszterdam     | Georges Miez          | Svájc            | Hans Grieder, August Güttinger, Hermann Hänggi, Eugen Mack, Georges Miez, Otto Pfister, Edi Steinemann, Melchior Wezel                        | Svájc            |
| 1932 Los Angeles    | Romeo Neri            | Olaszország      | Oreste Capuzzo, Savino Gugliemetti, Mario Lertora, Romeo Neri                                                                                 | Olaszország      |
| 1936 Berlin         | Alfred Schwarzmann    | Németország 1933 | Franz Beckert, Konrad Frey, Alfred Schwarzmann, Willi Stadel, Walter Steffens, Matthias Volz                                                  | Németország 1933 |
| 1948 London         | Veikkö Huhtanen       | Finnország       | Paavo Aaltonen, Veikko Huhtanen, Kalevi Laitinen, Olavi Rove, Heikki Savolainen, Einari Teräsvirta                                            | Finnország       |
| 1952 Helsinki       | Viktor Csukarin       | Szovjetunió      | Vlagyimir Beljakov, Joszif Bergyijev, Viktor Csukarin, Jevgenyij Korolkov, Dmitrij Leonkin, Valentyin Muratov, Mihail Perlman, Grant Saginjan | Szovjetunió      |
| 1956 Melbourne      | Viktor Csukarin       | Szovjetunió      | Albert Azarjan, Viktor Csukarin, Valentyin Muratov, Borisz Sahlin, Pavel Sztolbov, Jurij Tyitov                                               | Szovjetunió      |
| 1960 Róma           | Borisz Sahlin         | Szovjetunió      | Aihara Nobujuki, Curumi Sudzsi, Endo Jukio, Micukuri Takasi, Ono Takasi, Takemoto Maszao                                                      | Japán            |
| 1964 Tokió          | Endo Jukio            | Japán            | Curumi Sudzsi, Endo Jukio, Hajata Takudzsi, Jamasita Haruhiro, Micukuri Takasi, Ono Takasi                                                    | Japán            |
| 1968 Mexikóváros    | Kato Szavao           | Japán            | Cukahara Micuo, Endo Jukio, Kato Szavao, Kato Takesi, Kenmocu Eizo, Nakajama Akinori                                                          | Japán            |
| 1972 München        | Kato Szavao           | Japán            | Cukahara Micuo, Kaszamacu Sigeru, Kato Szavao, Kenmocu Eizo, Nakajama Akinori, Okamura Teruicsi                                               | Japán            |
| 1976 Montréal       | Nyikolaj Andrianov    | Szovjetunió      | Cukahara Micuo, Fudzsimoto Sun, Igarasi Hiszato, Kato Szavao, Kadzsijama Hirosi, Kenmocu Eizo                                                 | Japán            |
| 1980 Moszkva        | Alekszandr Gyityatyin | Szovjetunió      | Nyikolaj Andrianov, Eduard Azarjan, Alekszandr Gyityatyin, Bogdan Makuc, Vlagyimir Markelov, Alekszandr Tkacsov                               | Szovjetunió      |
| 1984 Los Angeles    | Gusiken Kodzsi        | Japán            | Bart Conner, Timothy Daggett, Mitchell Gaylord, James Hartung, Scott Johnson, Peter Glen Vidman                                               | USA              |
| 1988 Szöul          | Vlagyimir Artyomov    | Szovjetunió      | Vlagyimir Artyomov, Dmitrij Bilozercsev, Vlagyimir Gogoladze, Szergej Harkov, Valerij Ljukin, Vlagyimir Novikov                               | Szovjetunió      |
| 1992 Barcelona      | Vitalij Scserbo       | FÁK              | Valerij Belenkij, Igor Korobcsinszkij, Grigorij Miszjutyin, Rusztam Saripov, Vitalij Scserbo, Alekszej Voropajev                              | FÁK              |
| 1996 Atlanta        | Li Hsziao-suang       | Kína             | Szergej Harkov, Nyikolaj Krukov, Alekszej Nyemov, Jevgenyij Podgornij, Dmitrij Trus, Alekszej Voropajev                                       | Oroszország      |
| 2000 Sydney         | Alekszej Nyemov       | Oroszország      | Huang Hszü, Li Hsziao-peng, Hsziao Jun-feng, Hszing Ao-vej, Jang Vej, Lihuj Zseng                                                             | Kína             |
| 2004 Athén          | Paul Hamm             | USA              | Kasima Takehiro, Mizutori Hiszasi, Nakano Dajszuke, Tomita Hirojuki, Cukahara Naoja, Joneda Iszao                                             | Japán            |
| 2008 Peking         | Yang Wei              | Kína             | Huang Xu, Chen Yibing, Li Xiaopeng, Xiao Qin, Yang Wei, Zou Kai                                                                               | Kína             |
| 2012 London         | Ucsimura Kohej        | Japán            | Csen Ji-Ping, Feng Cse, Kuo Vej-Jang, Csan Cseng-Lung, Csu Kaj                                                                                | Kína             |
| 2016 Rio de Janeiro |                       |                  | |                  |

### Talaj, gyűrű és korlát
| Év, helyszín        | Talaj                   | Talaj        | Gyűrű                               | Gyűrű             | Korlát             | Korlát           |
| 1896 Athén          |                         |              | Joannisz Mitropulosz                | Görögország       | Alfred Flatow      | Német Birodalom  |
| 1904 St. Louis      |                         |              | Hermann Glass                       | USA               | George Eyser       | USA              |
| 1924 Párizs         |                         |              | Franco Martino                      | Olaszország       | August Güttinger   | Svájc            |
| 1928 Amszterdam     |                         |              | Leon Stukelj                        | Jugoszlávia       | Ladislav Vácha     | Csehszlovákia    |
| 1932 Los Angeles    | Pelle István            | Magyarország | George Julius Gulack                | USA               | Romero Neri        | Olaszország      |
| 1936 Berlin         | Georges Miez            | Svájc        | Alois Hudec                         | Csehszlovákia     | Konrad Frey        | Németország 1933 |
| 1948 London         | Pataki Ferenc           | Magyarország | Karl Frei                           | Svájc             | Michael Reusch     | Svájc            |
| 1952 Helsinki       | William Thoresson       | Svédország   | Grant Saginjan                      | Szovjetunió       | Hans Eugster       | Svájc            |
| 1956 Melbourne      | Valentyin Muratov       | Szovjetunió  | Albert Azarjan                      | Szovjetunió       | Viktor Csukarin    | Szovjetunió      |
| 1960 Róma           | Aihara Nobujuki         | Japán        | Albert Azarjan                      | Szovjetunió       | Borisz Sahlin      | Szovjetunió      |
| 1964 Tokió          | Franco Menichelli       | Olaszország  | Hajata Takudzsi                     | Japán             | Endo Jukio         | Japán            |
| 1968 Mexikóváros    | Kato Szavao             | Japán        | Nakajama Akinori                    | Japán             | Nakajama Akinori   | Japán            |
| 1972 München        | Nyikolaj Andrianov      | Szovjetunió  | Nakajama Akinori                    | Japán             | Kato Szavao        | Japán            |
| 1976 Montréal       | Nyikolaj Andrianov      | Szovjetunió  | Nyikolaj Andrianov                  | Szovjetunió       | Kato Szavao        | Japán            |
| 1980 Moszkva        | Roland Brückner         | NDK          | Alekszandr Gyityatyin               | Szovjetunió       | Kenmocu Eizo       | Japán            |
| 1984 Los Angeles    | Li Ning                 | Kína         | Gusiken Kodzsi Li Ning              | Japán · Kína      | Alekszandr Tkacsov | Szovjetunió      |
| 1988 Szöul          | Szergej Harkov          | Szovjetunió  | Holger Behrendt Dmitrij Bilozercsev | NDK · Szovjetunió | Vlagyimir Artyomov | Szovjetunió      |
| 1992 Barcelona      | Li Hsziao-suang         | Kína         | Vitalij Scserbo                     | FÁK               | Vitalij Scserbo    | FÁK              |
| 1996 Atlanta        | Joannisz Melisszanidisz | Görögország  | Yuri Chechi                         | Olaszország       | Rusztam Saripov    | Ukrajna          |
| 2000 Sydney         | Igors Vihrovs           | Lettország   | Csollány Szilveszter                | Magyarország      | Li Hsziao-peng     | Kína             |
| 2004 Athén          | Kyle Shewfelt           | Kanada       | Dimosztenisz Tambakosz              | Görögország       | Valerij Goncsarov  | Ukrajna          |
| 2008 Peking         | Zou Kai                 | Kína         | Chen Yibing                         | Kína              | Li Hsziao-peng     | Kína             |
| 2012 London         | Zou Kai                 | Kína         | Arthur Nabarrete Zanetti            | Brazília          | Feng Cse           | Kína             |
| 2016 Rio de Janeiro |                         |              |                                     |                   |                    |                  |

### Lólengés, ugrás és nyújtó
| Év, helyszín        | Lólengés                                            | Lólengés                              | Ugrás                          | Ugrás                               | Nyújtó                            | Nyújtó                    |
| 1896 Athén          | Louis Zutter                                        | Svájc                                 | Karl Schuhmann                 | Német Birodalom                     | Hermann Weingärtner               | Német Birodalom           |
| 1904 St. Louis      | Anton Heida                                         | USA                                   | Anton Heida George Eyser       | USA · USA                           | Anton Heida Edward Henning        | USA · USA                 |
| 1924 Párizs         | Josef Wilhelm                                       | Svájc                                 | Frank J. Kriz                  | USA                                 | Leon Stukelj                      | Jugoszlávia               |
| 1928 Amszterdam     | Hermann Hänggi                                      | Svájc                                 | Eugen Mack                     | Svájc                               | Georges Miez                      | Svájc                     |
| 1932 Los Angeles    | Pelle István                                        | Magyarország                          | Savino Guglielmetti            | Olaszország                         | Dallas Bixler                     | USA                       |
| 1936 Berlin         | Konrad Frey                                         | Németország 1933                      | Alfred Schwarzmann             | Németország 1933                    | Aleksanteri Saarvala              | Finnország                |
| 1948 London         | Paavo Aaltonen Veikkö Huhtanen Heikki Savolainen    | Finnország · Finnország · Finnország  | Paavo Aaltonen                 | Finnország                          | Josef Stalder                     | Svájc                     |
| 1952 Helsinki       | Viktor Csukarin                                     | Szovjetunió                           | Viktor Csukarin                | Szovjetunió                         | Jack Günthard                     | Svájc                     |
| 1956 Melbourne      | Borisz Sahlin                                       | Szovjetunió                           | Helmut Bantz Valentyin Muratov | Egyesült Német Csapat · Szovjetunió | Ono Takasi                        | Japán                     |
| 1960 Róma           | Eugen Ekman Borisz Sahlin                           | Finnország · Szovjetunió              | Ono Takasi Borisz Sahlin       | Japán · Szovjetunió                 | Ono Takasi                        | Japán                     |
| 1964 Tokió          | Miroslav Cerar                                      | Jugoszlávia                           | Jamasita Haruhiro              | Japán                               | Boris Sahlin                      | Szovjetunió               |
| 1968 Mexikóváros    | Miroslav Cerar                                      | Jugoszlávia                           | Mihail Voronyin                | Szovjetunió                         | Mihail Voronyin Nakajama Akinori  | Szovjetunió · Japán       |
| 1972 München        | Viktor Klimenko                                     | Szovjetunió                           | Klaus Köste                    | NDK                                 | Cukahara Micuo                    | Japán                     |
| 1976 Montréal       | Magyar Zoltán                                       | Magyarország                          | Nyikolaj Andrianov             | Szovjetunió                         | Cukahara Micuo                    | Japán                     |
| 1980 Moszkva        | Magyar Zoltán                                       | Magyarország                          | Nyikolaj Andrianov             | Szovjetunió                         | Sztojan Delcsev                   | Bulgária                  |
| 1984 Los Angeles    | Li Ning Peter Glen Vidmar                           | Kína · USA                            | Lou Jun                        | Kína                                | Moriszue Sindzsi                  | Japán                     |
| 1988 Szöul          | Borkai Zsolt Dmitrij Bilozercsev Ljubomir Geraszkov | Magyarország · Szovjetunió · Bulgária | Lou Jun                        | Kína                                | Vlagyimir Artyomov Valerij Ljukin | Szovjetunió · Szovjetunió |
| 1992 Barcelona      | Pae Gil Szu Vitalij Scserbo                         | Dél-Korea · FÁK                       | Vitalij Scserbo                | FÁK                                 | Trent Dimas                       | USA                       |
| 1996 Atlanta        | Li Donghua                                          | Svájc                                 | Alekszej Nyemov                | Oroszország                         | Andreas Wecker                    | Németország               |
| 2000 Sydney         | Marius Urzica                                       | Románia                               | Gervasio Deferr                | Spanyolország                       | Alekszej Nyemov                   | Oroszország               |
| 2004 Athén          | Teng Haj-Pin                                        | Kína                                  | Gervasio Deferr                | Spanyolország                       | Igor Cassina                      | Olaszország               |
| 2008 Peking         | Xiao Qin                                            | Kína                                  | Leszek Blanik                  | Lengyelország                       | Zou Kai                           | Kína                      |
| 2012 London         | Berki Krisztián                                     | Magyarország                          | Jang Hak Szon                  | Dél-Korea                           | Epke Zonderland                   | Hollandia                 |
| 2016 Rio de Janeiro |                                                     |                                       |                                |                                     |                                   |                           |

## Nők

### Egyéni összetett és csapatverseny
| Év, helyszín        | Egyéni összetett     | Egyéni összetett | Csapat | Csapat           |
| 1928 Amszterdam     |                      |                  | Estella Agsteribbe, Jacomina van den Berg, Alida van den Bos, Elka de Levie, Helena Nordheim, Ana Polak, Petronella van Randwijk, Hendrika van Rumt, Jacoba Selma, Anna van der Vegt | Hollandia        |
| 1936 Berlin         |                      |                  | Anita Bärwirth, Erna Bürger, Isolde Frölian, Gertrud Meyer, Paula Pöhlsen, Käte Sohnemann {Friedel Iby, Julie Schmitt}                                                               | Németország 1933 |
| 1948 London         |                      | Finnország       | Zdenka Honsová, Miloslava Misaková, Diana Müllerová, Vera Ružičková, Božena Srncová, Zdenka Vermirsková {Marie Kovářová, Olga Silhanová}                                             | Csehszlovákia    |
| 1952 Helsinki       | Marija Gorohovszkaja | Szovjetunió      | Nyina Bocsarova, Pelageja Danyilova, Marija Gorohovszkaja, Galina Minajcseva, Galina Samraj, Galina Urbanovics {Medeja Dzsugeli, Jekatyerina Kalincsuk}                              | Szovjetunió      |
| 1956 Melbourne      | Larisza Latinyina    | Szovjetunió      | Polina Asztahova, Ljudmila Jegorova, Ligyija Kalinyina, Larisza Latinyina, Tamara Manyina, Szofija Muratova                                                                          | Szovjetunió      |
| 1960 Róma           | Larisza Latinyina    | Szovjetunió      | Polina Asztahova, Ligyija Ivanova-Kalinyina, Larisza Latinyina, Tamara Ljuhina, Szofija Muratova, Margarita Nyikolajeva                                                              | Szovjetunió      |
| 1964 Tokió          | Věra Čáslavská       | Csehszlovákia    | Polina Asztahova, Ljudmila Gromova, Larisza Latinyina, Tamara Manyina, Jelena Volcseszkaja, Tamara                                                                                   | Szovjetunió      |
| 1968 Mexikóváros    | Věra Čáslavská       | Csehszlovákia    | Ljubov Burda, Olga Karaszjova, Natalja Kucsinszkaja, Larisza Petrik, Ljudmila Turiscseva, Zinajda Voronyina                                                                          | Szovjetunió      |
| 1972 München        | Ljudmila Turiscseva  | Szovjetunió      | Ljubov Burda, Olga Korbut, Antonyina Kosel, Tamara Lazakovics, Elvira Szaagyi, Ljudmila Turiscseva                                                                                   | Szovjetunió      |
| 1976 Montréal       | Nadia Comăneci       | Románia          | Marija Filatova, Szvetlana Grozdova, Nelli Kim, Olga Korbut, Elvira Szaagyi, Ljudmila Turiscseva                                                                                     | Szovjetunió      |
| 1980 Moszkva        | Jelena Davidova      | Szovjetunió      | Jelena Davidova, Marija Filatova, Nelli Kim, Jelena Najmusina, Natalja Saposnyikova, Sztella Zaharova                                                                                | Szovjetunió      |
| 1984 Los Angeles    | Mary Lou Retton      | USA              | Lavinia Agache, Laura Cutina, Cristina Elena Grigoraş, Simona Păucă, Mihaela Stănuleț, Szabó Katalin                                                                                 | Románia          |
| 1988 Szöul          | Jelena Susunova      | Szovjetunió      | Szvetlana Bajtova, Szvetlana Boginszkaja, Natalja Lascsenova, Jelena Sevcsenko, Jelena Susunova, Olga Sztrazseva                                                                     | Szovjetunió      |
| 1992 Barcelona      | Tatjana Gucu         | FÁK              | Szvetlana Boginszkaja, Okszana Csuszovityina, Rozalja Galijeva, Jelena Grudnyeva, Tatjana Gucu, Tatjana Liszenko                                                                     | FÁK              |
| 1996 Atlanta        | Lilija Podkopajeva   | Ukrajna          | Amanda Borden, Amy Chow, Shannon Miller, Dominique Moceanu, Jaycie Phelps, Kerri Strug                                                                                               | USA              |
| 2000 Sydney         | Simona Amânar        | Románia          | Simona Amânar, Loredana Boboc, Andreea Florenta, Isarescu Maria Olaru, Maria Claudia Presacan, Andrea Madalina Raducan                                                               | Románia          |
| 2004 Athén          | Carly Patterson      | USA              | Oana Ban, Alexandra Georgina Eremia, Cătălina Ponor, Monica Roșu, Nicoleta Daniela Sofronie, Silvia Stroescu                                                                         | Románia          |
| 2008 Peking         | Anastasia Liukin     | USA              | Cheng Fei, He Kexin, Jiang Yuyuan, Li Shanshan, Yang Yilin, Deng Linlin | Kína             |
| 2012 London         | Gabriella Douglas    | USA              | Gabriella Douglas, McKayla Maroney, Alexandra Raisman, Kyla Ross, Jordyn Wieber | USA              |
| 2016 Rio de Janeiro |                      |                  | |                  |

### Talaj, ugrás, gerenda és felemás korlát
| Év, helyszín        | Talaj                          | Talaj                       | Ugrás                               | Ugrás                  | Gerenda                                | Gerenda           | Felemás korlát                | Felemás korlát |
| 1952 Helsinki       | Keleti Ágnes                   | Magyarország                | Jekatyerina Kalincsuk               | Szovjetunió            | Nyina Bocsarova                        | Szovjetunió       | Korondi Margit                | Magyarország   |
| 1956 Melbourne      | Keleti Ágnes Larisza Latinyina | Magyarország · Szovjetunió  | Larisza Latinyina                   | Szovjetunió            | Keleti Ágnes                           | Magyarország      | Keleti Ágnes                  | Magyarország   |
| 1960 Róma           | Larisza Latinyina              | Szovjetunió                 | Margarita Nyikolajeva               | Szovjetunió            | Eva Bosáková-Vechtová                  | Csehszlovákia     | Polina Asztahova              | Szovjetunió    |
| 1964 Tokió          | Larisza Latinyina              | Szovjetunió                 | Věra Čáslavská                      | Csehszlovákia          | Věra Čáslavská                         | Csehszlovákia     | Polina Asztahova              | Szovjetunió    |
| 1968 Mexikóváros    | Věra Čáslavská Larisza Petrik  | Csehszlovákia · Szovjetunió | Věra Čáslavská                      | Csehszlovákia          | Natalja Kucsinszkaja                   | Szovjetunió       | Věra Čáslavská                | Csehszlovákia  |
| 1972 München        | Olga Korbut                    | Szovjetunió                 | Karin Janz                          | NDK                    | Olga Korbut                            | Szovjetunió       | Karin Janz                    | NDK            |
| 1976 Montréal       | Nelli Kim                      | Szovjetunió                 | Nelli Kim                           | Szovjetunió            | Nadia Comăneci                         | Románia           | Nadia Comăneci                | Románia        |
| 1980 Moszkva        | Nadia Comăneci Nelli Kim       | Románia · Szovjetunió       | Natalja Saposnyikova                | Szovjetunió            | Nadia Comăneci                         | Románia           | Maxi Gnauck                   | NDK            |
| 1984 Los Angeles    | Szabó Katalin (Ecaterina)      | Románia                     | Szabó Katalin (Ecaterina)           | Románia                | Simona Păucă Szabó Katalin (Ecaterina) | Románia · Románia | Ma Jan-hong Julianna McNamara | Kína · USA     |
| 1988 Szöul          | Daniela Silivaş                | Románia                     | Szvetlana Boginszkaja               | Szovjetunió            | Daniela Silivaş                        | Románia           | Daniela Silivaş               | Románia        |
| 1992 Barcelona      | Lavinia Miloşovici             | Románia                     | Lavinia Miloşovicii Ónodi Henrietta | Románia · Magyarország | Tatjana Liszenko                       | FÁK               | Lu Li                         | Kína           |
| 1996 Atlanta        | Lilija Podkopajeva             | Ukrajna                     | Simona Amânar                       | Románia                | Shannon Miller                         | USA               | Szvetlana Horkina             | Oroszország    |
| 2000 Sydney         | Jelena Zamolodcsikova          | Oroszország                 | Jelena Zamolodcsikova               | Oroszország            | Li Hszüan                              | Kína              | Szvetlana Horkina             | Oroszország    |
| 2004 Athén          | Cătălina Ponor                 | Románia                     | Monica Roșu                         | Románia                | Cătălina Ponor                         | Románia           | Emilie Lepennec               | Franciaország  |
| 2008 Peking         | Sandra Izbașa                  | Románia                     | Hong Un Jong                        | Észak-Korea            | Shawn Johnson                          | USA               | He Kexin                      | Kína           |
| 2012 London         | Alexandra Raisman              | USA                         | Sandra Izbașa                       | Románia                | Deng Linlin                            | Kína              | Alija Musztafina              | Oroszország    |
| 2016 Rio de Janeiro |                                |                             |                                     |                        |                                        |                   |                               |                |

## Megszűnt versenyszámok
| Sportág                                                           | Olimpia          | Bajnok(ok) | Bajnok(ok)      |
| Akrobatikus ugrás (férfiak)                                       | 1932 Los Angeles | Rowland Wolfe | USA             |
| Buzogány (férfiak)                                                | 1904 St. Louis   | Edward Hennig | USA             |
| Buzogány (férfiak)                                                | 1932 Los Angeles | George Roth Philip Erenberg                                                                                                   | USA · USA       |
| Függeszkedés (férfiak)                                            | 1896 Athén       | Nikolaosz Adriakopulosz | Görögország     |
| Függeszkedés (férfiak)                                            | 1904 St. Louis   | George Eyser | USA             |
| Függeszkedés (férfiak)                                            | 1924 Párizs      | Bedzich Supčik | Csehszlovákia   |
| Függeszkedés (férfiak)                                            | 1932 Los Angeles | Raymond Bass | USA             |
| Kéziszergyakorlat, csapat (nők)                                   | 1952 Helsinki    | Evy Bergren, Vanja Blomberg, Karin Lindberg, Hjardis Nordin, Ann-Sofi Pettersson, Gsta Pettersson, Gun Röring, Ingrid Sandahl | Svédország      |
| Kéziszergyakorlat, csapat (nők)                                   | 1956 Melbourne   | Bodó Andrea, Keleti Ágnes, Kertész Alíz, Korondi Margit, Köteles Erzsébet, Tass Olga                                          | Magyarország    |
| Korlát, csapat (férfiak)                                          | 1896 Athén       | Németország (10 fős csapat)                                                                                                   | Német Birodalom |
| Lóugrás keresztben (férfiak)                                      | 1924 Párizs      | Albert Séguin | Franciaország   |
| Nyújtó, csapat (férfiak)                                          | 1896 Athén       | Németország (10 fős csapat)                                                                                                   | Német Birodalom |
| Összetett egyéni, hármas verseny, atlétikai gyakorlatok (férfiak) | 1904 St. Louis   | Max Emmerich | USA             |
| Összetett egyéni, hármas verseny, tornagyakorlatok (férfiak)      | 1904 St. Louis   | Adolf Spinner | Svájc           |
| Összetett egyéni, hatos verseny (férfiak)                         | 1904 St. Louis   | Julius Lenhardt | Ausztria        |
| Összetett csapat, svéd rendszerű (férfiak)                        | 1912 Stockholm   | Svédország (24 fős csapat) | Svédország      |
| Összetett csapat, svéd rendszerű (férfiak)                        | 1920 Antwerpen   | Svédország (25 fős csapat) | Svédország      |
| Összetett csapat, szabadon választott szerek (férfiak)            | 1912 Stockholm   | Norvégia (24 fős csapat) | Norvégia        |
| Összetett csapat, szabadon választott szerek (férfiak)            | 1920 Antwerpen   | Dánia (21 fős csapat) | Dánia           |
| Összetett csapat, szabadon választott szerek (férfiak)            | 1912 Stockholm   | Norvégia (24 fős csapat) | Norvégia        |
| Összetett csapat, szabadon választott szerek (férfiak)            | 1920 Antwerpen   | Dánia (21 fős csapat) | Dánia           |